# 博多美人
博多美人（日语：／），又称福冈美人，是指日本福冈县福冈市（古称博多）及其周边地区的美女。这个词语并不局限于出生于福冈都市圈的女性，也可用于指代居住在该地区的女性。日本人常说“福冈美女众多”，将其与“秋田美人”、“京美人”并列，誉为“日本三大美人”之一。